# Література Бутану

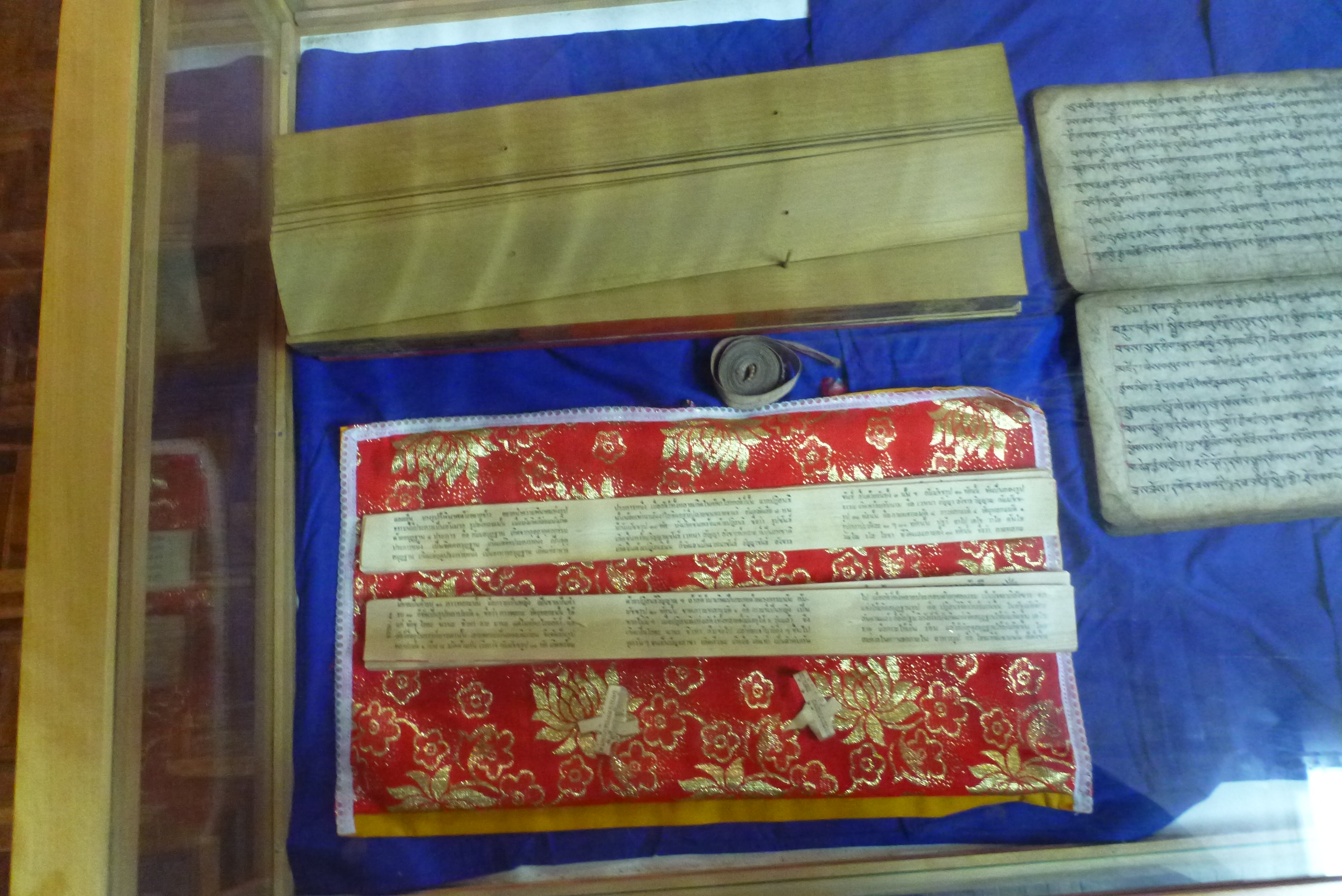
Книга з Національної бібліотеки Бутану

Література Бутану має багату усну традицію, яка формувалася різними мовами королівства. Письмова літературна традиція в Бутані практично не розвивалася до середини XX століття.

## Усна традиція
Багата усна літературна традиція формувалася на численних мовах Бутану. Традиційними темами переважно сільського Бутану були казки про битви з велетнями і демонами, трагічні історії про розділених коханих, комічні історії про подвиги традиційних героїв. Фоном для віршів і оповідань ставала важке і бідне життя на селі, а головними героями виступали самі селяни. Деякі твори засновані на історичних подіях.

## Письмова традиція

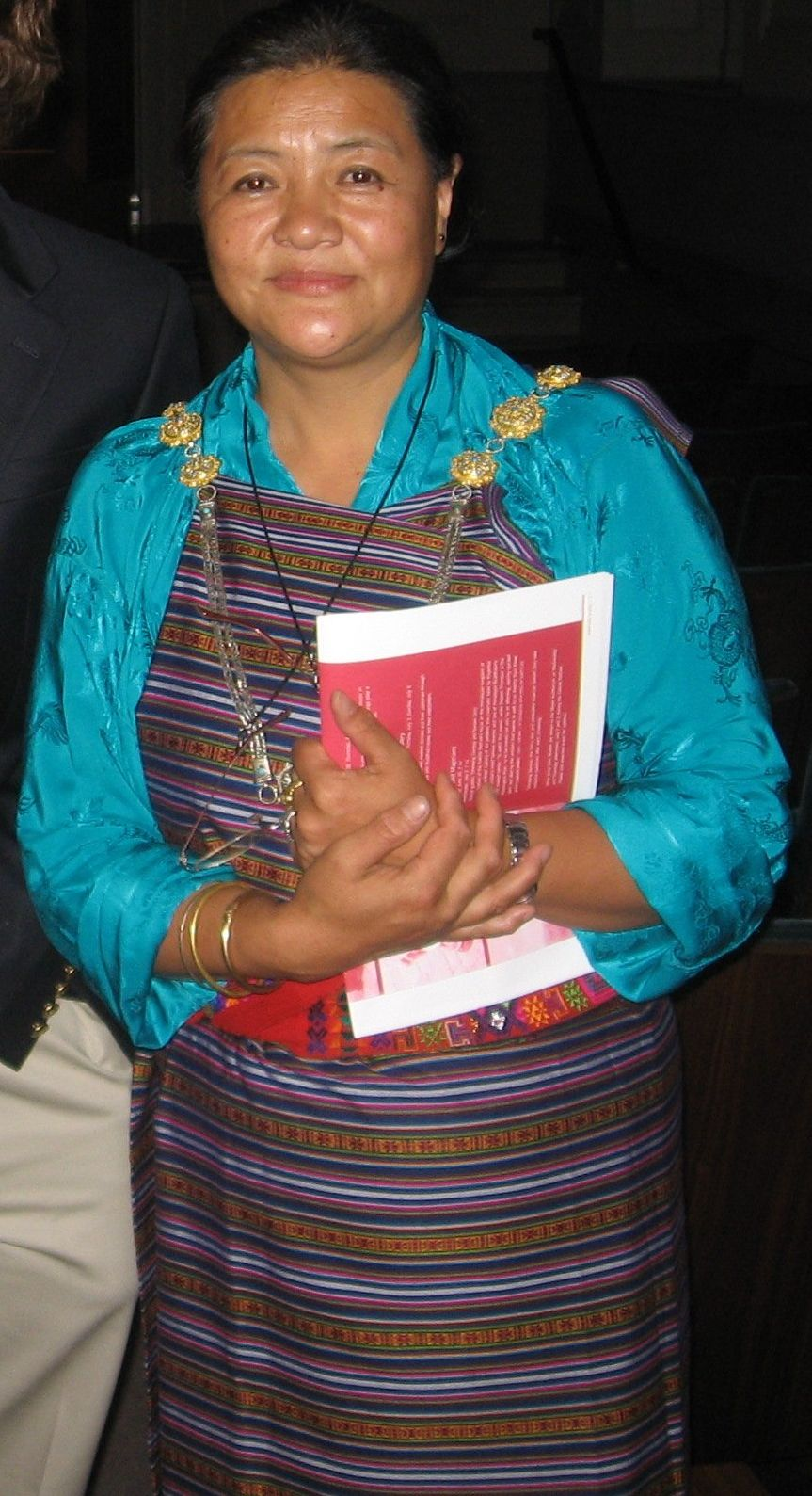
Бутанська письменниця Кунзанг Чоден

Більшість мов Бутану не має власної писемності. Єдина мова, яка має власний алфавіт, — дзонгкха. До середини XX століття держава не вела мовної політики, і основною письмовою мовою була чьоке (класична тибетська мова), яка використовувалася в монастирях. З 1960-х років офіційною мовою Бутану став дзонгкха, і в 1967 році вийшла перша в королівстві газета «Kuensel», що посприяло появі письмових літературних творів цією мовою.
Так серед сучасних бутанських письменників можна назвати таких, як дашо Лам Сангха, Дзоку Трун Трун та інших.
Також в Бутані розвивається література англійською мовою. Серед англомовних письменників країни варто відзначити Кунзанг Чоден, Сонам Кінгу (Sonam Kinga), Карму Ура (Karma Ura), Кхендум Чоден.